# AT&T Labs
AT&T Labs - відділ досліджень та розробок AT&T. Тут працюють близько 1800 людей у різних місцях, включаючи: Бедмінстер (Нью-Джерсі); Міддлтаун Тауншип (Нью-Джерсі); Мангеттен (Нью-Йорк); Ворренвілл (Іллінойс); Остін (Техас); Даллас (Техас); Атланта (Джорджія); Сан-Франциско (Каліфорнія); Сан-Рамон (Каліфорнія); та Редмонд (Вашингтон).
AT&T Labs простежує свою історію від AT&T Bell Labs. Багато досліджень проводиться в галузях, традиційно пов'язаних з мережами та системами, починаючи від фізики оптичної передачі і закінчуючи основоположними темами в обчислювальній техніці та комунікаціях. Інші дослідницькі сфери вирішують технічні проблеми великих операційних мереж та великі набори даних.